# 若葉山貞雄
若葉山貞雄（1922年11月9日—2001年1月17日），原名岩平貞雄，日本福岡縣八女市出生的前大相撲力士，身高1.73米，重94公斤，最高位置是西小結，他有四個擊敗橫綱的金星(照國萬藏和東富士欽壹各兩次)，所屬的相撲部屋是時津風部屋。
他在1961年引退後襲名錣山，出任部屋年寄。

## 生涯
他生於民國時代的北平，小時候就與父母分開了。他試圖找到他的父母，他認為他們可能已經通過參加相撲巡業回到了日本。加入職業相撲后，他採用了日本姓氏岩平。在1942年1月被當時的現役橫綱雙葉山定次招募為弟子。他在1942年1月開始比賽，1946年11月場所晉級十兩。他在1947年6月場所晉級幕內後改四股名若葉山。在1951年5月的比賽中，他擊敗了兩名橫綱並贏得了殊勳獎，之後他在1951年9月晉陞為小結，這是他的最高級別。他在幕內參加了49場比賽，勝負記錄為326/383。1959年11月，他只取得了1勝14負的戰績，被從幕內降級十兩，直到1961年1月的比賽后宣佈退役。
引退後他作為年寄在時津風部屋出任年寄，直到1987年11月滿65歲退休年齡。

## 死去
在2001年1月17日因血栓在福島縣福島市去世，享年78歲。

## 家庭
他的兒子若信夫，孫兒若隆元、若元春港、若隆景也是相撲力士。